# Eleições autárquicas de 2017 em Portalegre
As eleições autárquicas de 2017 serviram para eleger os diferentes órgãos do poder local autárquico do concelho de Portalegre.
A lista independente liderada por Adelaide Teixeira (autarca eleita em 2013) conseguiu vencer de novo e assim manter o controlo da Câmara de Portalegre. Apesar desta vitória, o movimento independente (Candidatura Livre e Independente por Portalegre) perdeu a maioria absoluta que detinha na vereação, bem como perdeu o controlo da Assembleia Municipal.
O Partido Socialista, apesar de uma forte subida na sua votação, não conseguiu recuperar a autarquia alentejana, embora tenha conseguido vencer a Assembleia Municipal.
Por fim, a Coligação Democrática Unitária obteve mais um mais resultado (cerca de 18%) e manteve o único vereador que detinha, enquanto o Partido Social Democrata voltou a recuperar 1 vereador após 4 anos de interregno.

## Listas e Candidatos
| Lista | Lista                                           | Candidato           |
| ----- | ----------------------------------------------- | ------------------- |
|       | Candidatura Livre e Independente por Portalegre | Adelaide Teixeira   |
|       | Partido Socialista                              | José Correia da Luz |
|       | Coligação Democrática Unitária                  | Luís Pargana        |
|       | Partido Social Democrata                        | Armando Varela      |
|       | CDS – Partido Popular                           | Nuno Moniz          |
|       | Bloco de Esquerda                               | Rui Cunha           |

## Resultados Oficiais
Os resultados nas eleições autárquicas de 2017 no concelho de Portalegre para os diferentes órgãos do poder local foram os seguintes:

### Câmara Municipal
| Partido                 | Partido                                         | Votos  | %               | +/-   | Vereadores | +/-     |
| ----------------------- | ----------------------------------------------- | ------ | --------------- | ----- | ---------- | ------- |
|                         | Candidatura Livre e Independente por Portalegre | 4 160  | 31,60 / 100,00  | 10,84 | 3 / 7      | 1       |
|                         | Partido Socialista                              | 3 803  | 28,89 / 100,00  | 5,00  | 2 / 7      | Estável |
|                         | Coligação Democrática Unitária                  | 2 399  | 18,22 / 100,00  | 0,71  | 1 / 7      | Estável |
|                         | Partido Social Democrata                        | 1 731  | 13,15 / 100,00  | -     | 1 / 7      | -       |
|                         | CDS – Partido Popular                           | 554    | 4,21 / 100,00   | -     | 0 / 7      | -       |
|                         | Bloco de Esquerda                               | 122    | 0,93 / 100,00   | 0,08  | 0 / 7      | Estável |
| Votos Inválidos         | Votos Inválidos                                 | 396    | 3,01 / 100,00   | Baixa |            |         |
| Total                   | Total                                           | 13 165 | 100,00 / 100,00 |       | 7 / 7      |         |
| Eleitorado/Participação | Eleitorado/Participação                         | 20 835 | 63,19 / 100,00  | 3,24  |            |         |

### Assembleia Municipal
| Partido                 | Partido                                         | Votos  | %               | +/-     | Deputados | +/-     |
| ----------------------- | ----------------------------------------------- | ------ | --------------- | ------- | --------- | ------- |
|                         | Partido Socialista                              | 3 858  | 29,31 / 100,00  | 4,43    | 7 / 21    | 1       |
|                         | Candidatura Livre e Independente por Portalegre | 3 760  | 28,56 / 100,00  | 10,81   | 7 / 21    | 2       |
|                         | Coligação Democrática Unitária                  | 2 353  | 17,87 / 100,00  | 1,58    | 4 / 21    | Estável |
|                         | Partido Social Democrata                        | 1 950  | 14,81 / 100,00  | -       | 3 / 21    | -       |
|                         | CDS – Partido Popular                           | 535    | 4,06 / 100,00   | -       | 0 / 21    | -       |
|                         | Bloco de Esquerda                               | 188    | 1,43 / 100,00   | Estável | 0 / 21    | Estável |
| Votos Inválidos         | Votos Inválidos                                 | 520    | 3,95 / 100,00   | 1,92    |           |         |
| Total                   | Total                                           | 13 164 | 100,00 / 100,00 |         | 21 / 21   |         |
| Eleitorado/Participação | Eleitorado/Participação                         | 20 835 | 63,18 / 100,00  | 3,29    |           |         |

### Juntas de Freguesia
| Partido                 | Partido                        | Votos  | %               | +/-     | Presidentes | +/-     | Mandatos | +/-     |
| ----------------------- | ------------------------------ | ------ | --------------- | ------- | ----------- | ------- | -------- | ------- |
|                         | Partido Socialista             | 3 960  | 30,08 / 100,00  | 2,03    | 3 / 7       | 1       | 20 / 63  | 2       |
|                         | Grupo de Cidadãos              | 3 802  | 28,88 / 100,00  | 9,85    | 3 / 7       | 2       | 24 / 63  | 5       |
|                         | Partido Social Democrata       | 2 264  | 17,20 / 100,00  | -       | 1 / 7       | -       | 15 / 63  | -       |
|                         | Coligação Democrática Unitária | 1 915  | 14,55 / 100,00  | 0,79    | 0 / 7       | Estável | 3 / 63   | 2       |
|                         | CDS – Partido Popular          | 634    | 4,82 / 100,00   | -       | 0 / 7       | -       | 1 / 63   | -       |
|                         | Bloco de Esquerda              | 117    | 0,89 / 100,00   | Estável | 0 / 7       | Estável | 0 / 63   | Estável |
| Votos Inválidos         | Votos Inválidos                | 474    | 3,60 / 100,00   | 1,81    |             |         |          |         |
| Total                   | Total                          | 13 166 | 100,00 / 100,00 |         | 7 / 7       |         | 63 / 63  |         |
| Eleitorado/Participação | Eleitorado/Participação        | 20 835 | 63,19 / 100,00  | 3,22    |             |         |          |         |

## Resultados por Freguesia

### Câmara Municipal
| Freguesia                   | %     | %     | %     | %     | %    | %    | Votantes |
| Freguesia                   | CLIP  | PS    | CDU   | PSD   | CDS  | BE   | Votantes |
| --------------------------- | ----- | ----- | ----- | ----- | ---- | ---- | -------- |
| Alagoa                      | 20,57 | 43,70 | 6,68  | 22,37 | 3,34 | 0,26 | 389      |
| Alegrete                    | 49,03 | 25,13 | 5,49  | 13,94 | 1,22 | 1,12 | 983      |
| Fortios                     | 31,12 | 29,27 | 16,16 | 17,36 | 2,22 | 0,28 | 1 083    |
| Reguengo e São Julião       | 52,97 | 18,53 | 7,34  | 14,86 | 2,45 | 0,52 | 572      |
| Ribeira de Nisa e Carreiras | 45,52 | 18,42 | 13,93 | 14,89 | 3,53 | 0,95 | 1 048    |
| Sé e São Lourenço           | 27,58 | 28,81 | 23,19 | 11,21 | 5,39 | 1,12 | 7 974    |
| Urra                        | 25,27 | 42,38 | 9,59  | 16,49 | 2,15 | 0,45 | 1 116    |
| Portalegre                  | 31,60 | 28,89 | 18,22 | 13,15 | 4,21 | 0,93 | 13 165   |

### Assembleia Municipal
| Freguesia                   | %     | %     | %     | %     | %    | %    | Votantes |
| Freguesia                   | PS    | CLIP  | CDU   | PSD   | CDS  | BE   | Votantes |
| --------------------------- | ----- | ----- | ----- | ----- | ---- | ---- | -------- |
| Alagoa                      | 47,81 | 16,45 | 7,46  | 21,85 | 2,31 | 0    | 389      |
| Alegrete                    | 26,35 | 48,12 | 5,19  | 15,16 | 0,61 | 1,12 | 983      |
| Fortios                     | 29,36 | 26,87 | 15,70 | 20,13 | 2,59 | 0,65 | 1 083    |
| Reguengo e São Julião       | 19,06 | 50,35 | 8,22  | 15,56 | 2,80 | 0,35 | 572      |
| Ribeira de Nisa e Carreiras | 17,75 | 42,27 | 13,45 | 17,18 | 2,86 | 2,39 | 1 048    |
| Sé e São Lourenço           | 28,88 | 24,60 | 22,75 | 12,92 | 5,38 | 1,63 | 7 973    |
| Urra                        | 44,53 | 21,51 | 9,05  | 17,83 | 1,52 | 1,16 | 1 116    |
| Portalegre                  | 29,31 | 28,56 | 17,87 | 14,81 | 4,06 | 1,43 | 13 164   |

### Juntas de Freguesia

#### Alagoa
| Partido                 | Partido                                         | Votos | %               | +/-   | Mandatos | +/-     |
| ----------------------- | ----------------------------------------------- | ----- | --------------- | ----- | -------- | ------- |
|                         | Partido Socialista                              | 214   | 55,01 / 100,00  | 5,25  | 4 / 7    | Estável |
|                         | Partido Social Democrata                        | 129   | 33,16 / 100,00  | -     | 3 / 7    | -       |
|                         | Candidatura Livre e Independente por Portalegre | 18    | 4,63 / 100,00   | 28,70 | 0 / 7    | 2       |
|                         | CDS – Partido Popular                           | 5     | 1,29 / 100,00   | -     | 0 / 7    | -       |
|                         | Coligação Democrática Unitária                  | 3     | 0,77 / 100,00   | 0,06  | 0 / 7    | Estável |
| Votos Inválidos         | Votos Inválidos                                 | 20    | 5,14 / 100,00   | 0,61  |          |         |
| Total                   | Total                                           | 389   | 100,00 / 100,00 |       | 7 / 7    |         |
| Eleitorado/Participação | Eleitorado/Participação                         | 522   | 74,52 / 100,00  | 1,35  |          |         |

#### Alegrete
| Partido                 | Partido                                         | Votos | %               | +/-  | Mandatos | +/-     |
| ----------------------- | ----------------------------------------------- | ----- | --------------- | ---- | -------- | ------- |
|                         | Candidatura Livre e Independente por Portalegre | 539   | 54,83 / 100,00  | 3,93 | 6 / 9    | 1       |
|                         | Partido Socialista                              | 254   | 25,84 / 100,00  | 5,50 | 2 / 9    | 1       |
|                         | Partido Social Democrata                        | 139   | 14,14 / 100,00  | -    | 1 / 9    | -       |
|                         | Coligação Democrática Unitária                  | 14    | 1,42 / 100,00   | 0,38 | 0 / 9    | Estável |
|                         | CDS – Partido Popular                           | 8     | 0,81 / 100,00   | -    | 0 / 9    | -       |
| Votos Inválidos         | Votos Inválidos                                 | 29    | 2,95 / 100,00   | 1,23 |          |         |
| Total                   | Total                                           | 983   | 100,00 / 100,00 |      | 9 / 9    |         |
| Eleitorado/Participação | Eleitorado/Participação                         | 1 399 | 70,26 / 100,00  | 2,46 |          |         |

#### Fortios
| Partido                 | Partido                                         | Votos | %               | +/-   | Mandatos | +/-     |
| ----------------------- | ----------------------------------------------- | ----- | --------------- | ----- | -------- | ------- |
|                         | Partido Social Democrata                        | 354   | 32,69 / 100,00  | -     | 4 / 9    | -       |
|                         | Candidatura Livre e Independente por Portalegre | 319   | 29,46 / 100,00  | 2,17  | 3 / 9    | Estável |
|                         | Partido Socialista                              | 261   | 24,10 / 100,00  | 11,96 | 2 / 9    | 2       |
|                         | Coligação Democrática Unitária                  | 78    | 7,20 / 100,00   | 5,21  | 0 / 9    | 1       |
|                         | CDS – Partido Popular                           | 34    | 3,14 / 100,00   | -     | 0 / 9    | -       |
| Votos Inválidos         | Votos Inválidos                                 | 37    | 3,42 / 100,00   | 3,28  |          |         |
| Total                   | Total                                           | 1 083 | 100,00 / 100,00 |       | 9 / 9    |         |
| Eleitorado/Participação | Eleitorado/Participação                         | 1 592 | 68,03 / 100,00  | 5,61  |          |         |

#### Reguengo e São Julião
| Partido                 | Partido                                         | Votos | %               | +/-   | Mandatos | +/-     |
| ----------------------- | ----------------------------------------------- | ----- | --------------- | ----- | -------- | ------- |
|                         | Candidatura Livre e Independente por Portalegre | 370   | 64,69 / 100,00  | 14,53 | 5 / 7    | 1       |
|                         | Partido Social Democrata                        | 84    | 14,69 / 100,00  | -     | 1 / 7    | -       |
|                         | Partido Socialista                              | 73    | 12,76 / 100,00  | 14,57 | 1 / 7    | 1       |
|                         | Coligação Democrática Unitária                  | 14    | 2,45 / 100,00   | 0,68  | 0 / 7    | Estável |
|                         | CDS – Partido Popular                           | 14    | 2,45 / 100,00   | -     | 0 / 7    | -       |
| Votos Inválidos         | Votos Inválidos                                 | 17    | 2,97 / 100,00   | 2,65  |          |         |
| Total                   | Total                                           | 572   | 100,00 / 100,00 |       | 7 / 7    |         |
| Eleitorado/Participação | Eleitorado/Participação                         | 822   | 69,59 / 100,00  | 2,85  |          |         |

#### Ribeira de Nisa e Carreiras
| Partido                 | Partido                                         | Votos | %               | +/-   | Mandatos | +/- |
| ----------------------- | ----------------------------------------------- | ----- | --------------- | ----- | -------- | --- |
|                         | Candidatura Livre e Independente por Portalegre | 581   | 55,44 / 100,00  | 17,04 | 6 / 9    | 2   |
|                         | Partido Social Democrata                        | 187   | 17,84 / 100,00  | -     | 2 / 9    | -   |
|                         | Partido Socialista                              | 150   | 14,31 / 100,00  | 13,77 | 1 / 9    | 2   |
|                         | Coligação Democrática Unitária                  | 68    | 6,49 / 100,00   | 5,34  | 0 / 9    | 1   |
|                         | CDS – Partido Popular                           | 33    | 3,15 / 100,00   | -     | 0 / 9    | -   |
| Votos Inválidos         | Votos Inválidos                                 | 29    | 2,76 / 100,00   | 2,88  |          |     |
| Total                   | Total                                           | 1 048 | 100,00 / 100,00 |       | 9 / 9    |     |
| Eleitorado/Participação | Eleitorado/Participação                         | 1 535 | 68,27 / 100,00  | 2,28  |          |     |

#### Sé e São Lourenço
| Partido                 | Partido                                         | Votos  | %               | +/-   | Mandatos | +/-     |
| ----------------------- | ----------------------------------------------- | ------ | --------------- | ----- | -------- | ------- |
|                         | Partido Socialista                              | 2 374  | 29,77 / 100,00  | 4,23  | 4 / 13   | 1       |
|                         | Candidatura Livre e Independente por Portalegre | 1 835  | 23,01 / 100,00  | 12,04 | 3 / 13   | 2       |
|                         | Coligação Democrática Unitária                  | 1 707  | 21,40 / 100,00  | 2,24  | 3 / 13   | Estável |
|                         | Partido Social Democrata                        | 1 126  | 14,12 / 100,00  | -     | 2 / 13   | -       |
|                         | CDS – Partido Popular                           | 517    | 6,48 / 100,00   | -     | 1 / 13   | -       |
|                         | Bloco de Esquerda                               | 114    | 1,43 / 100,00   | 0,09  | 0 / 13   | Estável |
| Votos Inválidos         | Votos Inválidos                                 | 302    | 3,79 / 100,00   | 1,71  |          |         |
| Total                   | Total                                           | 7 975  | 100,00 / 100,00 |       | 13 / 13  |         |
| Eleitorado/Participação | Eleitorado/Participação                         | 13 384 | 59,59 / 100,00  | 3,79  |          |         |

#### Urra
| Partido                 | Partido                                         | Votos | %               | +/-   | Mandatos | +/-     |
| ----------------------- | ----------------------------------------------- | ----- | --------------- | ----- | -------- | ------- |
|                         | Partido Socialista                              | 634   | 56,81 / 100,00  | 29,65 | 6 / 9    | 3       |
|                         | Partido Social Democrata                        | 245   | 21,95 / 100,00  | -     | 2 / 9    | -       |
|                         | Candidatura Livre e Independente por Portalegre | 140   | 12,54 / 100,00  | 45,36 | 1 / 9    | 5       |
|                         | Coligação Democrática Unitária                  | 31    | 2,78 / 100,00   | 0,47  | 0 / 9    | Estável |
|                         | CDS – Partido Popular                           | 23    | 2,06 / 100,00   | -     | 0 / 9    | -       |
|                         | Bloco de Esquerda                               | 3     | 0,27 / 100,00   | -     | 0 / 9    | -       |
| Votos Inválidos         | Votos Inválidos                                 | 40    | 3,58 / 100,00   | 1,29  |          |         |
| Total                   | Total                                           | 1 116 | 100,00 / 100,00 |       | 9 / 9    |         |
| Eleitorado/Participação | Eleitorado/Participação                         | 1 581 | 70,59 / 100,00  | 0,13  |          |         |

| Freguesia                   | 2013-2017 | 2013-2017          | 2013-2017      | 2017-2021 | 2017-2021                | 2017-2021      |
| --------------------------- | --------- | ------------------ | -------------- | --------- | ------------------------ | -------------- |
| Alagoa                      |           | Partido Socialista | 49,76 / 100,00 |           | Partido Socialista       | 55,01 / 100,00 |
| Alegrete                    |           | Grupo de Cidadãos  | 50,90 / 100,00 |           | Grupo de Cidadãos        | 54,83 / 100,00 |
| Fortios                     |           | Partido Socialista | 36,06 / 100,00 |           | Partido Social Democrata | 32,69 / 100,00 |
| Reguengo e São Julião       |           | Grupo de Cidadãos  | 50,16 / 100,00 |           | Grupo de Cidadãos        | 64,69 / 100,00 |
| Ribeira de Nisa e Carreiras |           | Grupo de Cidadãos  | 38,40 / 100,00 |           | Grupo de Cidadãos        | 55,44 / 100,00 |
| Sé e São Lourenço           |           | Grupo de Cidadãos  | 35,05 / 100,00 |           | Partido Socialista       | 29,77 / 100,00 |
| Urra                        |           | Grupo de Cidadãos  | 57,90 / 100,00 |           | Partido Socialista       | 56,81 / 100,00 |